# Egede Motzfeldt
Egede Abel Haggæus Motzfeldt (* 2. September 1907 in Igaliku; † unbekannt) war ein grönländischer Landesrat.

## Leben
Egede Motzfeldt war der Sohn von Peter Karl Jakob John Jens Motzfeldt und seiner Frau Talitha Bodil Esther Egede. Sein Bruder war Peter Motzfeldt (1910–1971). Er lebte 1921 als Pflegesohn bei seinem Onkel Hans Motzfeldt (1881–1921) in Qeqertarsuatsiaat.
Egede Motzfeldt war Bäcker von Beruf. 1939 wurde er erstmals in den südgrönländischen Landesrat gewählt. 1940 nahm er nicht an der Sitzung teil. Von 1945 bis 1950 war er eine zweite Legislaturperiode lang im Landesrat tätig.